# 大衛·柏堤
大衛·柏堤（英語：David Batty，1968年12月2日—），出生在西約克郡列斯，是一名已退役的英格蘭足球員，司職中場。他最著名的是在列斯聯效力的時期，以及代表英格蘭上陣。

## 生平
列斯聯
1987年11月，18歲的柏堤在以4-2的比分擊敗史雲頓的賽事中初次上場，如同與列斯聯傳奇球員比利·布藍拿的個性一樣兇狠好鬥的中場，他很快就贏得好評。他是列斯聯在1989/90球季從乙組聯賽升班的重要一員，亦是球會在1991/92球季贏得甲組聯賽冠軍的中場線之一，其餘三位是加利·史必、加利·麥亞里士打和哥頓·史特根。他是一名少數體力充沛和間中會兇狠攔截皮球的球員，是因為要化解對方的攻勢來表現得更好，得到球後，他優秀的表現使球隊有更多反攻的機會。如果他在對方場區得到球時，支持者會發出「射門」的呼喊聲，就很有機會取得入球。
1993年10月，時任列斯聯領隊侯活·韋健遜需要籌措資金去重建球隊，所以他勉強接受了由堅尼·杜格利殊帶領的布力般流浪以275萬英鎊買入柏堤。八個月後，侯活·韋健遜利用這筆資金以其中的260萬英鎊買入卡爾頓·柏瑪。
布力般流浪
改制英超後，布力般流浪是一股新興的力量，陣中有阿倫·舒利亞和克里斯·萨顿。1994/95球季，柏堤的腳部骨折使他缺席了大部分賽事，全季只上陣5場，球隊最終卻奪得聯賽冠軍。賽季結束後，他拒絕領取冠軍獎牌並說道自己的貢獻是微乎其微的。下季，他能夠協助球會出戰歐聯，然而球隊卻未能出線帶來利錢的淘汰賽階段；他最令人記起的貢獻是他在歐聯對莫斯科斯巴達的賽事中與隊友格林美·拿索斯互毆的事件。1995年12月26日，他在以2-0的比分擊敗曼城的賽事中攻入其處子亦是該季的唯一一球。
1996年，他要求轉會並最終以375萬英鎊轉會費加盟奇雲·基瑾所帶領的紐卡素。
紐卡素
隨著，柏堤在中場線發揮作用並掩護後防，紐卡素有條件去挑戰曼聯的主導地位，在奇雲·基瑾麾下，紐卡素在1995/96和1996/97球季均不敵曼聯而在聯賽屈居亞軍。奇雲·基瑾曾說自他每天在訓練場與柏堤共事後，就了解他是多麼好的球員。他的工作效率、阻截和無私的踢法對球隊來說都是有益的，因此能夠讓那些球感好的球員得以表現，而使他們為領隊、同事和球迷所讚賞。他在聖占士公園球場的首個正選球季，奇雲·基瑾的職位由堅尼·杜格利殊取代，球隊再次奪得亞軍。然而，紐卡素在1997/98球季的表現使人失望，僅排名13。儘管，他們在聯賽的表現有所下滑，但球會卻能打入足總盃決賽，柏堤亦有在這場賽事正選上陣。1998年8月，新領隊路德·古烈治上任並著手重建球隊，使柏堤最終在同年12月以440萬英鎊身價重返列斯聯。
重返列斯聯
柏堤加盟由大衛·奧拉利帶領復興中的列斯聯。大衛·奧拉利希望他能提供經驗來刺激陣中的年青球員。他在處子戰中肋骨受傷使他缺陣了好一段時間，但最終在1998/99球季結束後他成為球隊的正選球員。然而，他在1999/00球季早段跟腱受傷，讓他錯過了2000年歐洲國家盃。
他的經驗是列斯聯取得歐聯資格和打入歐洲足協盃四強的重要因素。然而，當大衛·奧拉利於2002年被球會解僱後，柏堤發現自己並不受候任領隊重用，並最終在2004年夏天宣佈退役。
退役
退役後，柏堤在聖占士公園球場由前職業球員隊對名人隊的慈善賽上陣。他還與阿倫·漢臣、約翰·赫臣和萊斯·費迪南參加了癌症研究的宣傳活動從而增加對前列腺癌的認識。

## 國際賽
1991年5月，22歲的柏堤在列斯聯的表現使他獲時任英格蘭領隊格拉咸·泰萊讓他在以3-0的比分擊敗蘇聯的賽事中處子上陣。1998年世界盃期間，他在格連·荷杜麾下是正選球員，但在分組賽賽事中較少上陣，然而他與保羅·恩斯的十二碼都同樣被卡路士·羅阿撲出，使球隊未能晉級八強。他總共代表英格蘭隊上陣了42場賽事並在1999年與波蘭以0-0的比分結束的賽事中最後一次上陣，他於賽事進行至84分鐘時紅牌被逐。

## 榮譽
列斯聯
- 甲組聯賽1991-92
- 慈善盾：1992
- 乙組聯賽：1989-90

布力般流浪
- 英超冠軍：1994-95
- 英超亞軍：1993-94
- 慈善盾亞軍：1995

紐卡素
- 英超亞軍：1996-97
- 足總盃亞軍：1998
- 慈善盾亞軍：1996

## 外部連結
- （英文）足球数据库：大衛·柏堤的球员统计数据
- （英文）Sporting Heroes profile （页面存档备份，存于）
- （英文）ESPN Soccernet profile （页面存档备份，存于）
- （英文）David Batty's Leeds United statistics （页面存档备份，存于） from WAFLL